# هیم(نروژ)

موقعیت هیم در استان تروندلاگ

هَیْم،(به انگلیسی:Heim, Norway) یک  محدودهٔ شهرداری ساحلی و فیورد، در جنوب غربی  استان تروندلاگ  در کشور نروژ است . شهرداری هَیْم،  در اول ژانویه سال ۲۰۲۰ میلادی، با ادغام چند شهرک و چند قطعه زمین تأسیس شد. مساحت محدودهٔ شهرداری هَیم، ۴۸۹ کیلومتر مربع است. بلندترین نقطه، در این محدوده، ۷۹۲ متر از سطح دریا ارتفاع دارد. طبق آمار سال ۲۰۱۹ میلادی، تعداد اهالی این محدوده، ۹۹۹ نفر بوده است. مرکز اداری محدودهٔ شهرداری هَیْم، شهرک و یا روستای «چیرکْسِتروُره» است.